# Giovanni Rondelli
Giovanni Rondelli (Vernio, 16 giugno 1945) è un musicista, compositore e cantautore italiano.
Ha fatto parte come bassista di alcuni gruppi musicali, tra i quali, il gruppo di rock progressivo I Santoni (1968 - 1974) ed il gruppo pop Creme Caramel (1977 - 1980), prima di concludere la sua carriera come solista, con il nome di Gero, (1997 - 2002).

## Biografia
Dopo aver costituito insieme ad amici la prima band, inizia la professione di musicista nel 1967 andando a rimpiazzare il bassista del già affermato Carlo Marangon nel suo gruppo Carlo Marangon & i Los Hermanos, appena tornati dal successo al festival per band emergenti Torneo Nazionale Rapallo Davoli.
Esce dal gruppo per intraprendere ancora più seriamente la professione e nel 1968 entra a far parte de I Santoni, si iscrive alla SIAE nel 1969. Insieme a Mosti e Prussi, scrive i singoli e l'LP, tutt'oggi molto apprezzato e considerato uno dei primi LP di rock progressivo. Intraprende con il gruppo un tour italiano ed internazionale fino al suo scioglimento nel 1974.
Nel 1977 approda in un nuovo gruppo: I Pub, che presto diventeranno i Creme Caramel. Sia nel 1977 che nel 1978, il gruppo vince il Festival di Castrocaro e guadagna la possibilità di andare al Festival di Sanremo, come ogni vincitore, ma una serie di sfortunati eventi impedirà alla band di mostrarsi in questa prestigiosa vetrina.
Nel 1980 lascia il gruppo montecatinese e dopo molti anni, nei quali si dedica solo a scrivere musica, nel 1997 decide di iscrivere una sua nuova composizione al Festival Internazionale della Canzone Napoletana, nella sezione "musica Italiana", con il nome di Gero.
La canzone, dal titolo Settembre muore si posiziona al secondo posto nella classifica generale. La canzone viene inserita nella compilation del festival, distribuita anche in Canada, dando la possibilità al cantante di fare un tour che tocca le città di Toronto e Ottawa.
Di ritorno dal Canada e dalla successiva tournée italiana, incide su MC un album con la canzone del festival ed alcune altre sue composizioni. 
Conclude la sua attività nel 2002.

## Discografia

### Con I Santoni

#### Album
- 1972 - Noi: i Santoni (CAR Juke Box, CRJ LP 00024)
- 1995 - Noi: i Santoni (Mellow Records, MMP 263)
- 2003 - Noi: i Santoni (Akarma, AK 1034)

#### Singoli
- 1971 - Amico mio/Dimenticare (CAR Juke Box, CRJ NP 1066)
- 1972 - Che farei/Quelli come noi (CAR Juke Box, CRJ NP 1086)

### Con i Pub/Creme Caramel

#### Singoli
- 1977 - Pub - Bring a loving kiss back to florence/Firenze sogna (Playphone, ABN 17)
- 1978 - Creme Caramel - Disco mela/Cuore a cuore  (Delta Italiana, ZBDE 7095)

### Gero

#### MC
- 1997 - XX Festival Internazionale della Canzone Napoletana - Italiana (Megaride Record, MEGA 507-508)
- 2000 - Gero (Bebas Record - Duck Record, SMC 514)

```
((2013)) - Gero  ( Bertostudio ) Dedicato a ......te. Collana FROM ITALY 0613
```

### Canzoni scritte per altri interpreti
- 1967 - Yuma - Un poco di libertà/Era solo un sogno (Dischi Arlecchino, D 409)
- 1979 - Pino - Rosa/Bella bellissima (City Record, C 6399)
- 1987 - Luigi Calitri - Prendimi/Mi manchi (Ediz. Gallonero, GN 101)